# バルミロ・ロペス・ロチャ
バルド（Valdo）ことバルミロ・ロペス・ロチャ（Valmiro Lopes Rocha, 1981年4月23日 - ）は、スペイン・レオン県ビリャブリノ出身の元カーボベルデ代表のサッカー選手。現役時代のポジションはMF（右サイドハーフ）・FW（右ウイング）。姓の綴りは「Lopez」ではなくポルトガル表記の「Lopes」である。

## 経歴

### 初期
スペインの炭鉱で働くためにカーボベルデから移住してきた両親のもとにレオン県ビリャブリノで生まれる。
マドリードにあるアマチュアのCFポスエロ・デ・アラルコンでサッカーを始め7年間在籍した。

### クラブ

#### レアル・マドリード&オサスナ
2001年にレアル・マドリードのリザーブチームであるレアル・マドリード・カスティージャと契約。Bチームでプロデビューしながら、同シーズン中にトップチーム登録され1部デビューを果たし、UEFAチャンピオンズリーグの方では出番がなかったものの優勝の歓喜を味わった。
2003年1月、バルドは同リーグのCAオサスナへレンタル移籍され、初フルシーズンで35試合3得点を記録し、そのうちの1得点は2004年4月11日のアウェーで3-0と勝利した古巣レアル・マドリードに対してのものだった。その後、オサスナに完全移籍してからも変わらず主力とプレーし、2005-06シーズンは、4位と躍進し初めてUEFAチャンピオンズリーグ 2006-07予選の出場資格を獲得し、バルドも2006年3月12日のFCバルセロナ戦で得点を挙げホームで2-1の勝利に貢献していたが、全体的に見れば鼠蹊部を始め負傷に苦しんだシーズンだった。その後、UEFAチャンピオンズリーグ予選敗退したためUEFAカップ2006-07にまわったが、バルドは10試合2得点とチームをベスト4のセビージャFC戦進出に貢献した。

#### エスパニョール
2006-07シーズン終了後にRCDエスパニョールと4年契約で移籍。プレシーズンに下部リーグに属するバルセロナを拠点とするCFペララーダ戦で加入後初出場をした。1年目は31試合とレギュラーを務めていたが、2年目はフェラン・コロミナスの台頭もあり大幅に出場機会を減らしたため、2009年7月14日にマラガCFへシーズン終了までの期限で貸し出された。マラガではパフォーマンスの低下から出場機会が限られていたが、2010年2月27日にアウェーのバルセロナ戦で1-2と敗れたものの得点を挙げた。

#### レバンテ
2010年8月30日にエスパニョールを去りレバンテUDと契約し、マラガ時代の同僚グスタボ・ムヌア, シャビ・トーレスと再会した。1年目は先発25試合・出場時間2119分とチームに大きく貢献し、ヘタフェCF戦(ホーム2-0勝利) とビジャレアルCF戦(アウェー1-0勝利)で得点を挙げた。
2011-12シーズンは、さらにチームに無くてはならない存在となり、中でも終盤のアトレティコ・マドリード(2-0勝利) とグラナダCF戦(3-1勝利)で共に2得点を挙げるなど合計6得点と活躍し、リーグ戦を6位で終えクラブ史上初UEFAヨーロッパリーグ予選出場へ導いた。

### 代表
2000年代初頭にU-21スペイン代表でプレーしていたが、2011年8月後期に9月3日のアフリカネイションズカップ2012予選マリ戦へ向け両親の故郷であるカーボベルデ代表に30歳で初招集され、同試合でデビューするもアウェーで0-3と敗北した。